# Степок (Обухівський район)
Степо́к — село в Україні, в Обухівському районі Київської області. Населення становить 125 осіб. Відстань до райцентру становить близько 34 км і проходить дорогою місцевого значення, Т 1033 та Н01.
Село Степок є новим населеним пунктом. На картах 2 половини XIX ст. бачимо лише корчму Непокриту. Вперше хутір зафіксовано на карті 1932 року.
Через Степок проходить одна із гілок Змієвих валів. Селом тече річка Деремезянка.